# Supercopa da Espanha de 2018
A Supercopa da Espanha 2018 foi a 35ª edição do torneio realizada em Tânger, Marrocos, na qual o FC Barcelona foi campeão pela décima terceira vez, foi disputada em partida única entre o Barcelona (Campeão Espanhol 2017-18 e Campeão da Copa do Rei da Espanha 2017-18) e o Sevilla (Vice-Campeão da Copa do Rei da Espanha 2017-18).
Barcelona foi campeão do torneio pela décima terceira vez, partida histórica em que Lionel Messi se tornou o maior campeão da história do Barcelona, superando Andrés Iniesta, e também o primeiro título de Messi como capitão da equipe.
Também foi a primeira edição realizada fora dos limites da Espanha, foi na cidade de Tânger, no norte de Marrocos, bem perto da Espanha.

## Participantes
| Equipe    | Classificação                                                             |
| --------- | ------------------------------------------------------------------------- |
| Barcelona | Campeão da La Liga de 2017–18 e Campeão da Copa do Rei da Espanha 2017-18 |
| Sevilla   | Vice-Campeão da Copa del Rey de 2017–18                                   |

## Final
No primeiro tempo, Sevilla até tentou dificultar as coisas e abriu o placar aos oito minutos de jogo com Sarabia, que aproveitou pela direita de ataque, recebeu livre dentro da área e mandou para o fundo das redes. No primeiro momento, o árbitro não validou o tento e aguardou a posição do VAR (árbitro de vídeo), que estreou no futebol espanhol justamente nesse domingo. Após a confirmação de que a posição era legal do atacante, o gol foi validado.
Atrás do placar, o Barcelona partiu para sua pressão tradicional, impondo velocidade na troca de passes e adiantando suas linhas. O empate veio antes do intervalo. Messi cobrou falta no canto, a bola bateu na mesma trave duas vezes e no tornozelo do goleiro Vaclik. Piqué, então, ficou com a sobra e só tocou para o fundo do gol.
O jogo caminhava arrastado, com o Sevilla cada vez mais recuado, porém, assustando nos contra-ataques. Aí apareceu a estrela de Dembélé, jovem francês que estava apagado na partida até então. Com espaço pela ponta direita, o campeão do mundo na última Copa arriscou de longe e acertou um petardo, no ângulo. A bola ainda tocou o travessão antes de entrar.
Alex Vidal, ex-Barça, trombou com Jordi Alba dentro da área e foi derrubado por Ter Stegen. O árbitro assinalou pênalti e deu a oportunidade para o Sevilla levar o jogo para a prorrogação. Ben Yedder, porém, telegrafou e cobrou com uma batida fraca, rasteira. Ter Stegen encaixou a bola sem problemas e livrou a própria pele. Do outro lado, desespero e decepção.
O erro custou caro. O Barcelona, ficou com o título da Supercopa da Espanha.
| 12 de Agosto de 2018 | Sevilla    | 1-2       | Barcelona             | Grand Stade de Tanger, Tanger, Marrocos |
| 17:00                | Sarabia 9' | Relatório | Piqué 42' Dembélé 78' | Árbitro: ESP Carlos del Cerro Grande    |

| Sevilla | Barcelona |

## Campeão
| Supercopa da Espanha de 2018     |
| -------------------------------- |
| Futbol Club Barcelona 13° titulo |